# Labdano

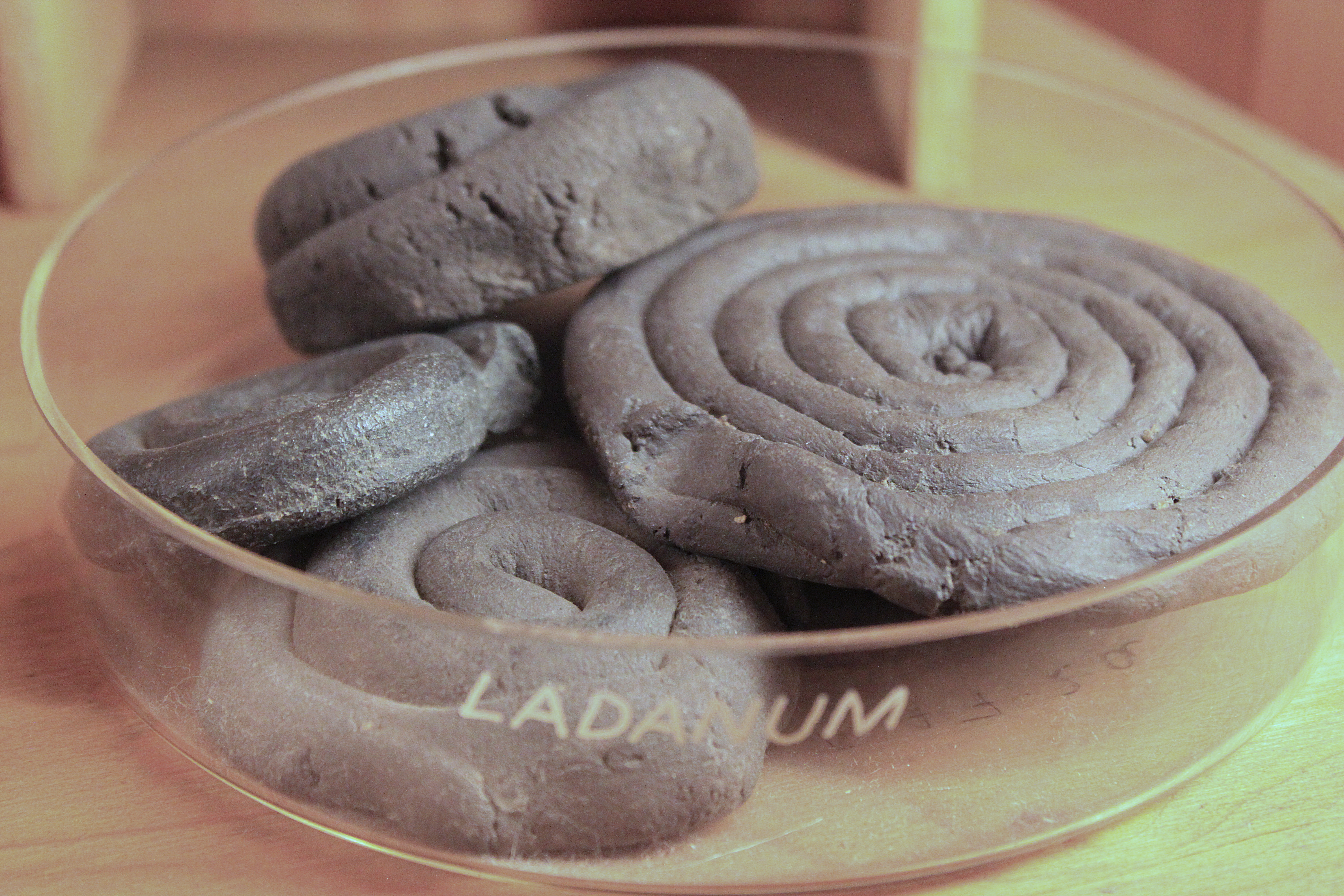
Labdano

Il làbdano (in latino labdănum) è una oleoresina che si ottiene dall'arbusto Cistus ladanifer, usata in profumeria sia per le proprietà olfattive, sia per le proprietà fissative.
È detta anche làdano o làudano (da non confondere con la tintura d'oppio), nome quest'ultimo presente in due passi della Genesi nella traduzione CEI della Bibbia, benché lo stesso termine sia tradotto nella Nuova Riveduta come "mirra".